# مينوس

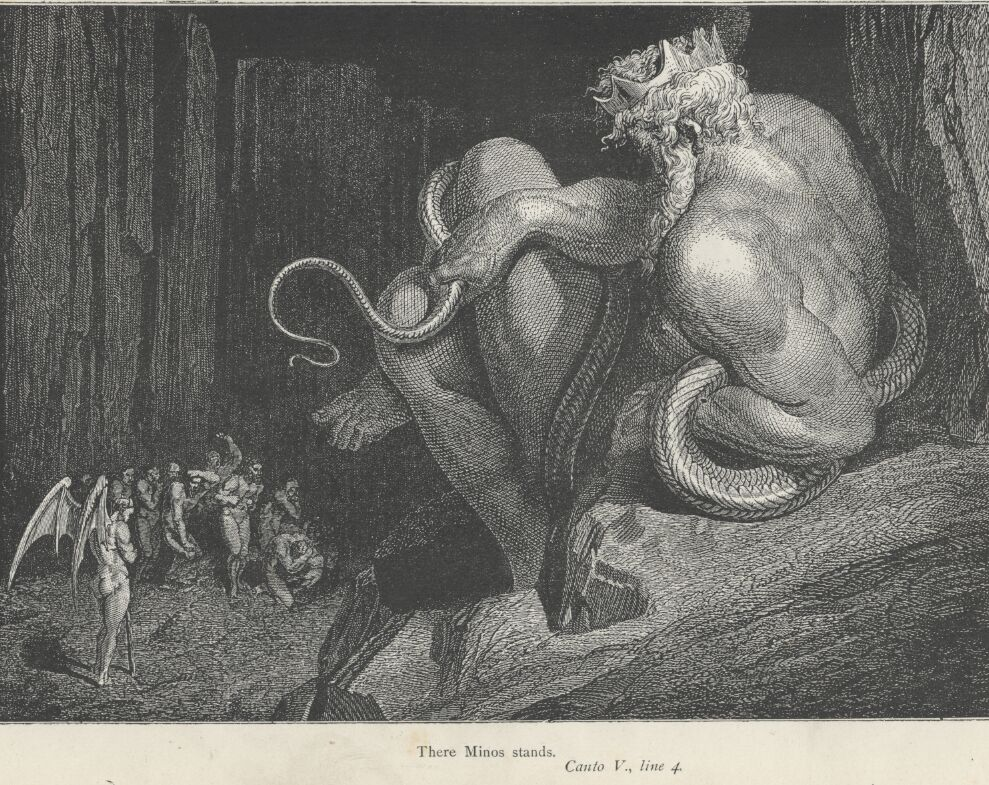
مينوس كما صوره غوستاف دوريه في الجحيم لدانتي

مينوس ملك كريت الأسطوري تحدث عنه هوميروس وثوكيديدس، ويقال إنه كان ابن زيوس ويوروبا وزوج باسيفاي ووالد أندروغيوس وفايدرا وأريادني وغلاوكوس.

## في الأسطورة
أقامت زوجته علاقة مع ثور أرسل قربانا إلى كريت من بوسيدون فأنجبت منه وحشا نصفه آدمي ونصفه الآخر ثور واسمه مينوتور فطلب من مخترع أثيني يدعى دايدالوس أن يبني له متاهة رهيبة لا يخرج منها وقام مينوس بحبس دايدالوس وابنه إيكاروس داخل تلك المتاهة وخرجا منها بأن ألصقا الريش بأذرعهما وطارا وحذر دايدالوس ابنه بألا يقترب من الشمس لكنه استمتع بالطيران وتجاهل نداء والده فذاب الشمع وسقط إيكاروس في البحر ومات بينما وصل دايدالوس إلى صقلية.
وفي حكاية أخرى وقع ابنه أندروغيوس ضحية لخطط أيغيوس ملك أثينا فهجم مينوس على أثينا وميغارا وأمرهم بدفع جزية من سبع شبان وسبع عذارى ليأكلهم المينوتور ولكن الوحش قتل من أمير يدعى ثيسيوس في قصة أخرى، أما هو فقد قتل في صقلية من بنات الملك كوكالوس الصقلي بصب الماء المغلي عليه عندما كان يستحم وأصبح بعد موته حاكما للعالم السفلي.
اكتشف عام الآثار الإنكليزي السير آرثر إيفانز حضارة عظيمة سادت في كريت ومركزها كنوسوس أسماها الحضارة المينوسية تيمنا بمينوس وكذلك بافتراض أن هذه الحضارة هي من غذت مخيلة اليونانيين عن أساطير كريت.